# Операція «Рюбенцаль»
Операція «Рюбенцаль» (нім. Rübezahl — дух у німецькій міфології) — операція німецьких військ проти Народно-визвольної армії Югославії в 1944 році.